# Booze and Glory
Booze and Glory (stylisé Booze & Glory) est un groupe britannique d'oi!, originaire de Londres, en Angleterre.

## Histoire
Booze and Glory est formé à Londres en 2009 par Mark (chant), Liam (guitare), Bartez (basse) et Mario (batterie). Bartez et Mario sont originaires de Pologne et font déjà partie de la scène oi! locale. Le chanteur Mark est également originaire de la ville polonaise de Sosnowiec. En 2010, leur premier album Always on the Wrong Side sort sur 84 Records. Deux EP split suivent, l'un avec les Harrington Saints et le second avec le groupe anglais The Warriors. En 2011, ils sortent leur deuxième album Trouble Free. Par la suite, plusieurs EP sont publiés ainsi qu'une compilation de singles avec la chanson London Skinhead Crew. Cette dernière font l'objet d'une vidéo qui est visionnée environ 16 millions de fois sur YouTube et a constitué le plus grand succès du groupe.
En 2013, Bartez et Mario quittent le groupe pour des raisons familiales. Pour les remplacer, le batteur suédois T. Cliché (The Clichés, Clockwork Crew) et Bubbles rejoignent le groupe. En 2014, le groupe est signé par Step-1 Music, où il sort son album As Bold as Brass,. L'album Chapter IV sort en 2017 et Hurricane en 2019.

## Style musical et textes
Booze and Glory joue de la oi! britannique direct avec de nombreuses chansons et des rythmes accrocheurs. Les textes abordent toute la palette des thèmes britanniques, de la classe ouvrière à la consommation d'alcool en passant par l'auto-description de la scène skinhead londonienne. Les textes expriment un certain patriotisme envers l'Angleterre, une fierté pour Londres et leur club de football West Ham United. Le groupe tient cependant à être composé de différentes nationalités et se positionne clairement contre la scène skinhead de droite. Le groupe se présente toutefois comme apolitique,,. 

## Discographie

### Albums studio
- 2010 : Always on the Wrong Side (84 Records)
- 2011 : Trouble Free (84 Records)
- 2014 : As Bold As Brass (Step-1 Music)
- 2017 : Chapter IV
- 2019 : Hurricane

### Compilations
- 2012 : Oi! Ain’t Dead (CD split avec Old Firm Casuals, Razorbalde und The Corps, Rebellion Records)
- 2013 : London Skinhead Crew (Step-1 Music)

### EP et singles
- 2010 : Bruce Roehrs Memorial (EP split avec Harrington Saints, Pirates Press Records)
- 2010 : England (EP split  avec The Warriors, Randale Records)
- 2012 : …On the Booze! (EP split  avec On the Job, Contra Records)
- 2012 : Oi! The Super Heroes (EP split avec Agent Bulldogg, Gimp Fist und The Sandals, Bad Look Records)
- 2012 : Back Where We Belong (feat. Micky Fitz, 7’’, Step-1 Music)
- 2017 :  The Reggae Session Vol. 1 (avec Vespa and the Londonians, Contra Records)